# Luiz Bianchi
Luiz Bianchi é um ex-pentatleta e saltador em distância brasileiro.
Em 1922, ele, ao lado de Willy Seewald do arremesso de dardo, conquistaram as únicas duas vitórias do Brasil no Atletismo dos
Jogos Olímpicos Latino-Americanos Neste mesmo ano, ele bateu o recorde brasileiro do salto em distância.
Em 2000, ele foi homenageado pelo Clube de Regatas do Flamengo com uma placa na Calçada da Fama do Flamengo.